# Deltophora angulella
Deltophora angulella är en fjärilsart som beskrevs av Klaus S.O. Sattler 1979. Deltophora angulella ingår i släktet Deltophora och familjen stävmalar. Inga underarter finns listade i Catalogue of Life.